# Maersk
A.P. Møller-Mærsk est un armateur mondial et la plus grande entreprise du Danemark. Connu aussi sous le simple nom de Mærsk, le groupe est présent dans le transport maritime avec Maersk Line, première compagnie maritime et second plus grand armateur de porte-conteneurs du monde derrière MSC. Le groupe est également actif dans les domaines de la construction navale, de la prospection pétrolière et gazière, du commerce de détail, du transport aérien avec Maersk Air, et dans d'autres activités industrielles.
Le groupe compte 108 000 employés dans le monde.

## Histoire

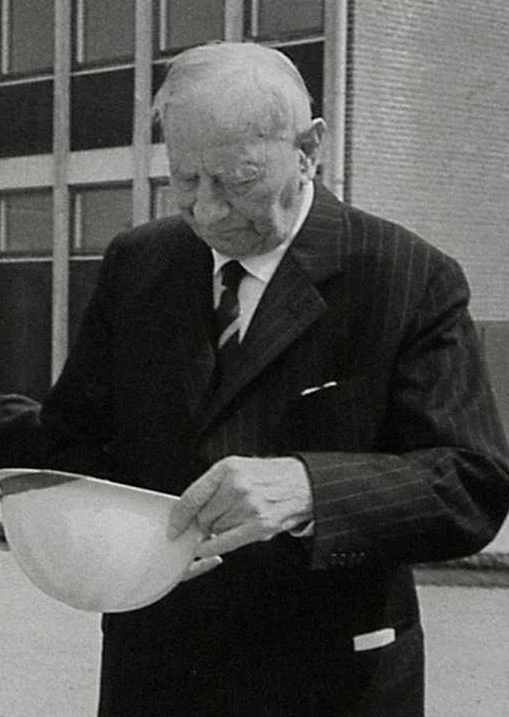
Arnold Peter Møller

La société a été créée en 1904 par le capitaine Peter Mærsk Møller et son fils Arnold Peter.
En 1917, la société ouvre le chantier naval Odense Shipyard.
En 1928, un premier armement (Mærsk Line) est créé avec six navires. Il dessert les côtes ouest et est des États-Unis, le Japon et Shanghaï. Durant ces années, la société commence une activité de transport de produits pétroliers.
En 1962, Mærsk obtient la concession des forages pétroliers et gaziers en territoire danois ainsi que les droits d'exploitation.
En 1964, l'entreprise démarre une activité de commerce de détail en fondant la chaîne de supermarché AS. Nach.
Après la mort d'Arnold Peter père, son fils Arnold Peter Mærsk Mc-Kinney Møller, né en 1913, prend en juin 1965 la direction de l'armement naval.
En 1969 est créée la compagnie de transports aériens Maersk Air.
En 1974, Mærsk Line fait l'acquisition de son premier porte-conteneurs. L'armement devient en 1993, à la suite de la reprise de la ligne BEN-EAC, un des plus gros armements de porte-conteneurs du monde.
En janvier 1998, l'entreprise fait l'acquisition du chantier naval Volkswerft de Stralsund et en novembre 1999 de la compagnie maritime américaine Sealand, l'initiatrice du concept du conteneur. En 1999, Maersk acquiert l'armement sud-africain Safmarine, en 2002 l'armement danois Torm A/S ainsi que l'armement hollandais[réf. souhaitée] Smit Wijmuller.
En 2005, Mærsk Sealand absorbe le 3e armement mondial Royal P&O Nedlloyd dont le siège se situe à Rotterdam pour la somme de 2,3 milliards d'euros. À l'occasion de cette acquisition qui prend effet le 6 février 2006, Mærsk Sealand reprend sa raison sociale originelle Mærsk Line qu'il avait modifiée lors de l'acquisition de Sealand.
En 2005, la compagnie aérienne Maersk Air disparait dans la fusion avec Sterling Airways.
Maersk a ainsi consolidé sa position de leader dans le domaine du transport maritime (il traite en 2019 17,9 % du trafic mondial de conteneurs). Il a mis en service en 2006 le porte-conteneurs géant Emma Maersk, 15 550 TEU, à l'époque le plus long navire au monde en activité (en 2019, les porte-conteneurs les plus importants transportent 23 756 TEU).
Le 31 décembre 2011, Mærsk ferme sa filiale française Maersk France basée à Marseille.
Début janvier 2014, Mærsk vend à The Salling Companies 48,68 % des actions de Dansk Supermarked, la plus grande entreprise danoise dans la grande distribution. Mærsk vend également à The Salling Companies 18,72 % de la chaîne de magasins F. Salling.
En novembre 2015, à la suite de la réduction de l'activité du commerce avec la Chine, Maersk Line annonce la suppression 4 000 postes, soit 17 % du total des employés de cette filiale de Maersk, dans le même temps, l'entreprise annule la réservation de six porte-conteneurs de grande taille.
En décembre 2016, Mærsk annonce l'acquisition de Hamburg Süd, qui à ce moment-là, possède 5 960 employés avec un chiffre d'affaires de 6,73 milliards de dollars.
En août 2017, Total rachète la branche pétrole du groupe Maersk pour un montant de 7,45 milliards d'euros, devenant la deuxième plus grande compagnie pétrolière opérant en mer du Nord. Au cours de cette acquisition Maersk recevra 4,95 milliards de dollars en action de Total, et ce dernier reprendra 2,5 milliards de dettes de Maersk,. Le même mois, Maersk annonce la scission prochaine de sa filiale Maersk Drilling.
En décembre 2021, Mærsk annonce l'acquisition de LF Logistics, une entreprise de logistique hongkongaise et filiale de Li & Fung, pour 3,6 milliards de dollars, dans le but de renforcer sa logistique terrestre et le nombre de ses entrepôts.
Fin 2023, Maersk a annoncé des difficultés pour l'industrie maritime, avec une baisse de la demande et un retour à la normale des prix des containers. Le groupe annonçait ainsi la suppression de 10 % des emplois de l'entreprise à l'international.
En janvier 2024, Maersk a annoncé une coopération avec son concurrent Hapag-Lloyd, nommée « Gemini Corporation », effective à partir de février 2025. Ce projet, qui mettra fin à la coopération précédente 2M de Maersk et Mediterranean Shipping Company, vise à offrir plus de flexibilité aux clients de deux géants du transport maritime, avec une flotte de 300 navires opérée autour de ports pivots.

## Flotte

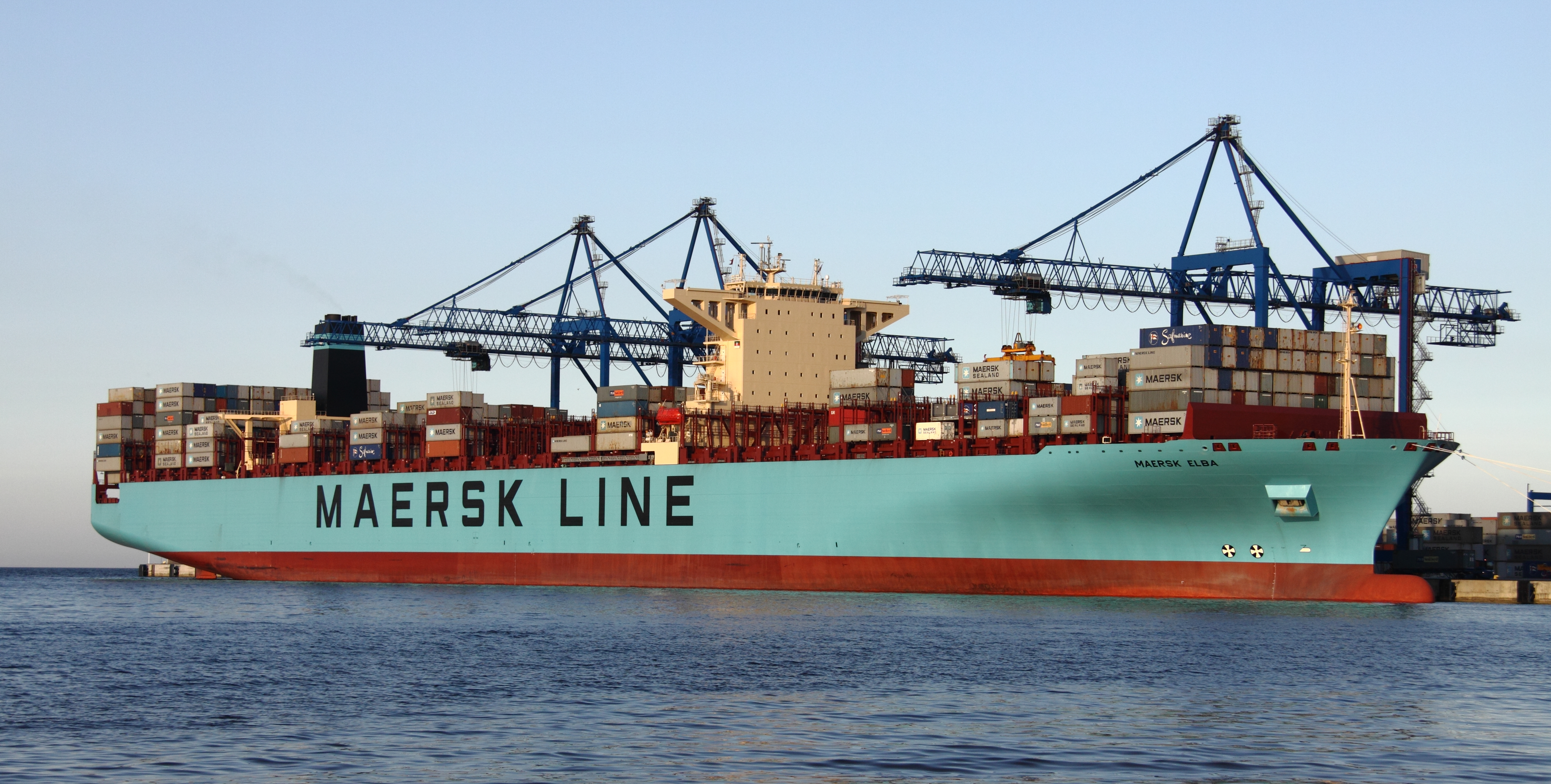
Le porte-conteneurs Maersk Elba

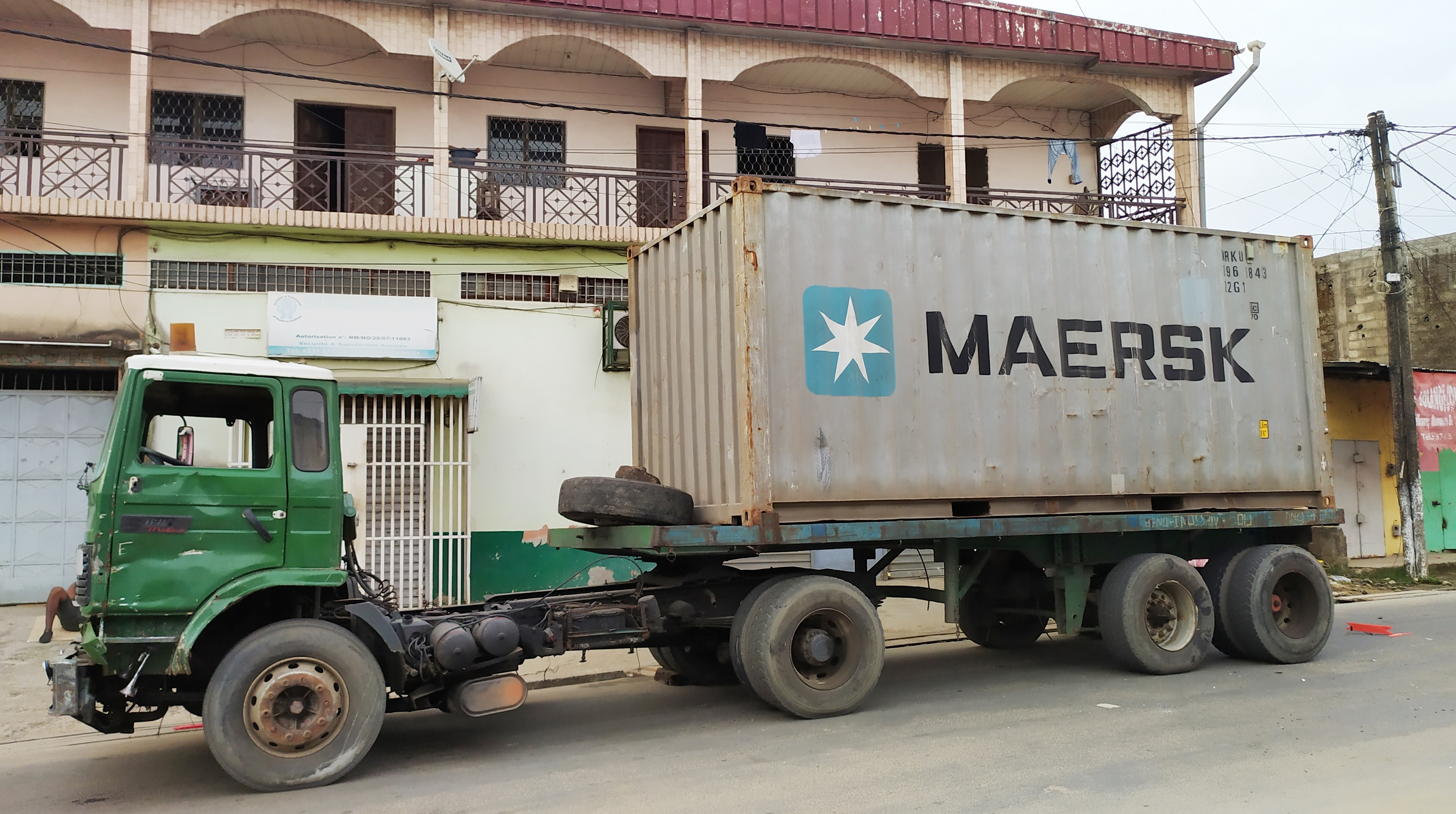
Camion conteneur à Douala (Cameroun).

La compagnie Maersk possède la plus grande flotte au monde, qui compte 1 595 navires et plateformes pétrolières, dégageant un profit d’environ 3,7 milliards de dollars en 2013. La flotte Maersk est composée de plusieurs départements dont les plus grands sont :

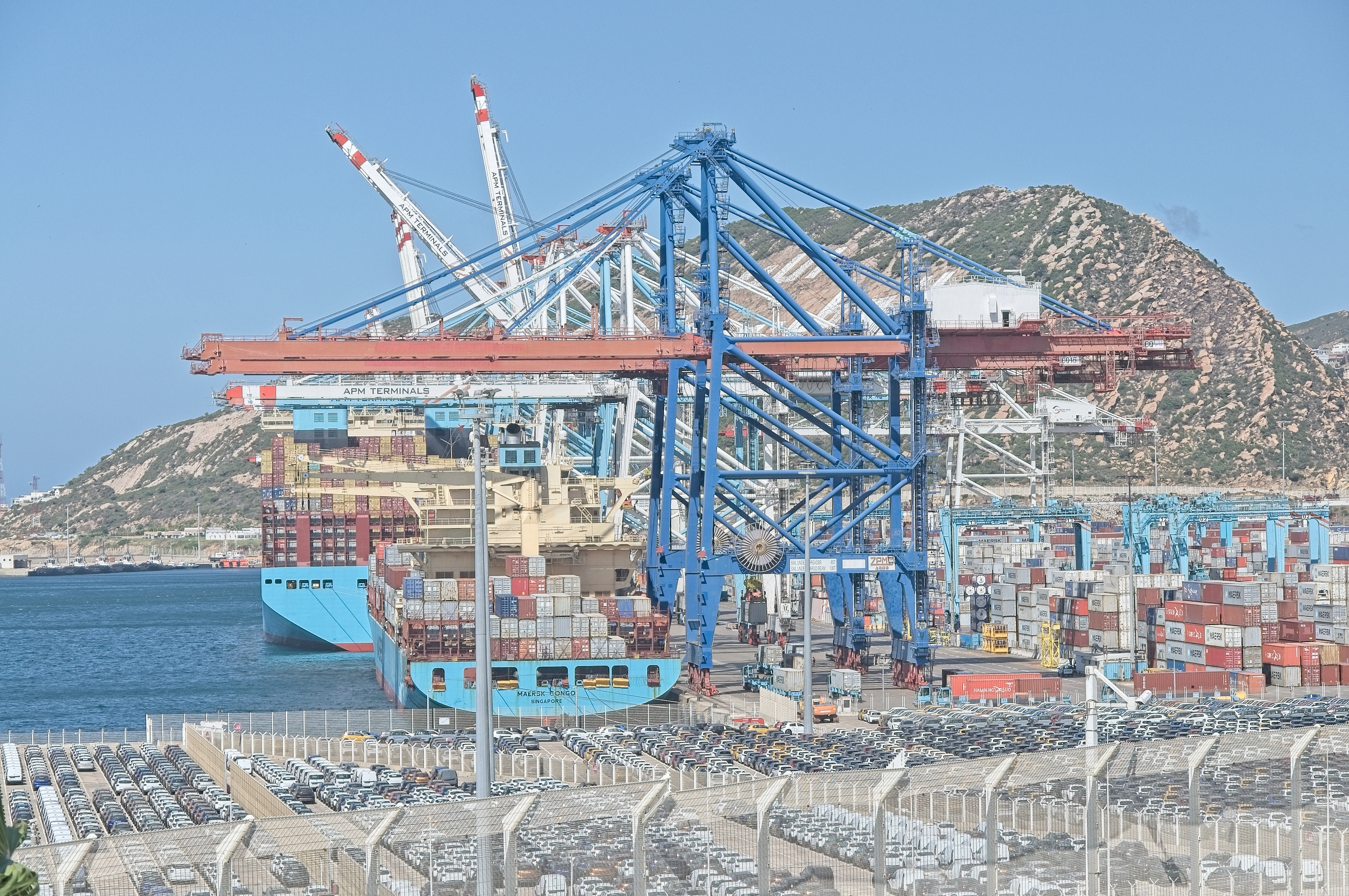
Le porte-conteneurs Maersk Congo dans le port Tanger med le 5 août 2023

### Maersk Line
Créée en même temps que la compagnie, Maersk Line en est la branche principale. Au 1er juin 2018, la flotte Maersk Line utilisait 700 navires, dont 300 appartenaient en propre à la compagnie. Onze font partie de la classe Triple E de seconde génération inaugurée avec le navire Madrid Maersk ayant une capacité nominale de 20 568 EVP (équivalent vingt pieds). Cette branche avait un profit d’environ 1,5 milliard de dollars en 2013. 

### Maersk Tanker
Maersk Tanker, créée en 1928, compte 178 navires qui sont mis à la disposition des clients. Cette flotte est composée de transporteurs de pétrole, de transporteurs de gaz et de LNG. Maersk Tanker est la seule branche affichant des profits négatifs, environ une perte de 317 millions de dollars par an.

### Maersk Drilling
Maersk Drilling, créée en 1972, regroupe 18 stations côtières (plateformes, barges de forage et barges semi-submersibles) déployées sur chaque océan. Maersk Drilling utilise des plateformes auto-élévatrices parmi les plus grandes et les plus avancées qui existent, prévues pour des environnements particulièrement rudes. Cette branche de la compagnie a fait un profit en 2013 d’environ 530 millions de dollars.

### Svitzer
Présente dans plus de 100 ports, Svitzer est impliquée dans le remorquage, les opérations de sauvetage et autres formes de soutien au large. Cette flotte comprend plus de 500 navires, dont environ 350 remorqueurs, 35 navires de secours et 145 autres navires.

### Maersk Supply Service
Maersk Supply Service fournit une large gamme de services comme la manipulation d’ancrage, le remorquage de plateformes de forage et de plateformes ainsi que l'approvisionnement pour l'industrie offshore. Cette branche de Maersk compte environ 67 navires.

## Fiscalité
Ce ne sont pas les impôts qui pèsent sur les bilans sur les grands groupes de transport maritime: leurs activités étant réparties mondialement, le danois Maersk|A. P. Moller-Maersk, le suisse MSC ou le français CMA CGM ont un taux d'imposition qui se situe entre 1 % et 2 % dans leur pays d’origine. Selon le chercheur Guillaume Vuillemey, il faudrait  « [s’]interroger sur le « vrai prix » du transport maritime, une fois qu’on a pris en compte son impact environnemental. Une augmentation de la fiscalité sur le transport maritime pourrait permettre aux armateurs de payer le “coût complet” de leurs activités.

## Impact  environnemental
Le fret maritime est l’un des plus grands émetteurs de CO2, et il tarde à changer de cap. Les grands groupes de ce secteur dont Maersk, MSC et CMA CGM, parties des dix premiers groupes qui contrôlent 95 % du marché, ont les moyens d’investir dans la diminution d'émission des gazs à effet de serre. Le gaz naturel liquéfié (GNL) ne peut pas être considéré comme une alternative à faible émission de carbone, rappelle le GIEC. Le GNL est majoritairement constitué de méthane dont le pouvoir de réchauffement global est environ de trente fois celui du CO₂.
Maersk annonce le 3 novembre 2022 la signature d'un protocole de collaboration avec le gouvernement espagnol posant les bases de son projet de production de 2 Mt (millions de tonnes) de méthanol vert par an d'ici 2030, permettant de décarboner 10 % de la flotte du groupe. Maersk a commandé 19 porte-conteneurs capables de fonctionner au méthanol de synthèse, qui devraient commencer à être livrés d'ici à 2024, et cherche à organiser à la fois les processus de production du carburant vert et les nouveaux circuits de ravitaillement de sa flotte au long des routes maritimes. Deux des ports de ce futur réseau se trouveront en Espagne, l'un en Galice sur la façade atlantique, l'autre au sud près du détroit de Gibraltar, à proximité de sites de production d'e-méthanol à partir d'hydrogène vert et de CO2 biogénique. Le groupe prévoit d'alimenter la production d'hydrogène par électrolyse à partir d'un réseau qui pourrait réunir jusqu'à 80 parcs solaires et éoliens. Les premières livraisons d'e-méthanol devraient avoir lieu d'ici à 2025, avec 200 000 tonnes la première année, et monter à 1 Mt en 2027, pour atteindre une vitesse de croisière avec 2 Mt par an à partir de 2030.
Le premier porte-conteneur propulsé par du méthanol de Maersk est sorti en octobre 2023 des chantiers de Hyundai Heavy Industries en Corée du Sud. Entre 2024 et 2027, la compagnie prévoit de produire 24 navires de ce type.
Concernant la cible zéro carbone en 2050, Maersk et CMA CGM mettent en place un partenariat pour un cadre réglementaire préalable à la réduction des émissions de CO2 dans le secteur du transport maritime et à l’instauration de règles équitables. Ils indiquent qu'ils  « confirment leur volonté de collaborer avec les autorités de régulation dans la mise en place d’un cadre réglementaire international, solide et durable, concernant les gaz à effet de serre, et invitent les autres entreprises maritimes internationales qui le souhaitent à se joindre à ce travail de coopération avec les instances réglementaires ».
Le 24 février 2025, le siège social de Maersk à Copenhague a été la cible d'une action de masse pour protester contre le rôle que joue l'entreprise dans le transport d'armes qui permettent le génocide en cours à Gaza. La police réprime les manifestants pacifiques qui ont occupés le site en utilisant la violence (coup de baton, gaz lacrymogènes,..). Greta Thunberg a participé à cette occupation.   